# Expedition: Bismarck
Pour les articles homonymes, voir Bismarck.
Pour plus de détails, voir Fiche technique et Distribution.
Expedition: Bismarck est un téléfilm documentaire américain, réalisé par James Cameron et Gary Johnstone, diffusé en 2002. D'une durée de 90 minutes, il est produit pour Discovery Channel par Andrew Wight et James Cameron. Il suit une expédition sous-marine sur et dans l'épave du Bismarck, cuirassé allemand coulé en 1941. La narration est assurée par l'acteur Lance Henriksen.

## Synopsis
Le documentaire comprend des images de l'exploration sous-marine de l'épave, accompagnées d'images de synthèse reconstituant la bataille et le naufrage du navire jusqu'à son glissement et son immobilisation sur le flanc d'un volcan sous-marin, à plus de 4 700 mètres de fond.
Le documentaire comporte également des scènes à bord du Bismarck, reconstituées sur l'USS North Carolina (navire américain désarmé de la Seconde Guerre mondiale, transformé en musée à Wilmington en Caroline du Nord) ainsi que les commentaires et les témoignages d'historiens et de deux marins survivants du naufrage, embarqués à bord du bateau utilisé pour cette expédition. Celui-ci est le navire océanographique russe Akademik Mstislav Keldysh.
Ce dernier, déjà utilisé par Cameron pour une plongée sur le Titanic, va refaire le trajet emprunté par le Bismarck 61 ans plus tôt, du port de Kiel en Allemagne jusqu'au lieu de son naufrage, en Atlantique nord à 650 km au nord-ouest de Brest. Les images sous-marines sont filmées à partir des deux sous-marins habitables Mir 1 et Mir 2 du navire russe, capables de descendre à plus de 5 000 mètres de profondeur ainsi que d'un robot filoguidé conçu par l'équipe américaine capable lui d'aller filmer dans l'épave.

## Fiche technique
- Titre original : Expedition: Bismarck
- Réalisation : James Cameron et Gary Johnstone
- Musique : Jeehun Hwang
- Photographie : Christopher Titus King, Vince Pace et D. J. Roller
- Montage : Chris Angel, Calli Cerami, Matthew Kregor et Fiona Wight
- Production : James Cameron et Andrew Wight
- Sociétés de production : Discovery Channel Pictures et Earthship Productions
- Pays de production :  États-Unis
- Genre : documentaire, historique
- Durée : 92 minutes
- Première diffusion : 
  - États-Unis : 8 décembre 2002

## Distribution
- Lance Henriksen : le narrateur
- James Cameron
- Karl Kuhn
- Heinz Steeg
- Walter Weintz
- Holger Herwig
- Mike Cameron
- Adrian Paul DeGroot
- David J. Bercuson
- Genya Chernaiev
- Lori Johnston

## Commentaire
Cette expédition est la troisième exploration sous-marine sur l'épave du cuirassé allemand depuis sa découverte en 1989, mais c'est la première qui ait filmé l'intérieur de l'épave. Au vu des images rapportées par les deux sous-marins et le robot et de l'analyse de spécialistes de navires de guerre, la conclusion du film soutient qu'il n'y avait pas assez de dommages sous la ligne de flottaison pour confirmer que le navire allemand a bien été coulé par les obus ou les torpilles britanniques. Selon le documentaire, la thèse allemande du sabordage du navire par son équipage est à retenir, même si celle-ci reste encore à prouver.

## Récompense
En 2003, le film a été récompensé par un Emmy Award pour le meilleur son d'un programme documentaire.